# 盧森堡 (愛荷華州)
盧森堡（英語：Luxemburg）是一個位於美國愛荷華州迪比克縣的城市。

## 地理
盧森堡的座標為42°36′17″N 91°04′36″W / 42.60472°N 91.07667°W，而該地的平均海拔高度為358米（即1175英尺）。

## 人口
根據2010年美國人口普查的數據，盧森堡的面積為1.19平方千米，當中陸地面積為1.19平方千米，而水域面積為0.00平方千米。當地共有人口240人，而人口密度為每平方千米201人。